# Coryphantha glanduligera
Coryphantha glanduligera är en kaktusväxtart som först beskrevs av Christoph Friedrich Otto och Albert Gottfried Dietrich, och fick sitt nu gällande namn av Lem.. Coryphantha glanduligera ingår i släktet Coryphantha, och familjen kaktusväxter. Inga underarter finns listade i Catalogue of Life.